# Вулиця Василя Сімовича (Тернопіль)
Вулиця Василя Сімовича — вулиця в житловому масиві «Канада» міста Тернополя. Розпочинається від вулиці Полковника Дмитра Вітовського, пролягає на північ, де, після повороту на схід, продовжується вулицею Іллі Рєпіна.
За радянських часів мала назву — вулиця Добролюбова, на честь російського літературного критика, публіциста Миколи Добролюбова. Нинішня назва, на честь українського мовознавця, філолога та культурного діяча Василя Сімовича.
На вулиці розташовані переважно приватні будинки.

## Транспорт
Рух вулицею — двосторонній, дорожнє покриття — асфальт. Громадський транспорт по вулиці не курсує, найближчі зупинки знаходяться на проспекті Степана Бандери.